# Ryfylke prosteri

Prosterier i Stavangers stift. Det gula området på kartan är Ryfylke prosteri.

Ryfylke prosteri (norska: Ryfylke prosti) är ett kontrakt (prosteri, norska: prosti) i Stavangers stift inom Norska kyrkan. Kontraktet omfattar kommunerna Hjelmeland, Sauda, Strand och Suldal i Rogaland fylke i sydvästra Norge.
Namnet kommer från landskapet Ryfylke, som till en stor del omfattas av kontraktet.

## Socknar
Ryfylke prosteri består av tio socknar (norska: sokn eller sogn) inom fyra kyrkliga samfälligheter (norska: kirkelige fellesråd), motsvarande kommunerna:

### Hjelmelands kyrkliga samfällighet
- Fisters socken
- Hjelmelands socken
- Årdals socken

### Sauda kyrkliga samfällighet
- Sauda socken

### Strands kyrkliga samfällighet
- Jørpelands socken
- Strands socken

### Suldals kyrkliga samfällighet
- Erfjords socken
- Jelsa socken
- Sands socken
- Suldals socken